# Inner Smile
" Inner Smile " é uma canção da banda escocesa de rock alternativo Texas, originalmente prevista par ser lançada no álbum de maiores sucessos, The Greatest Hits 2000. Escrita por Gregg Alexander e Rick Nowels e arranjada por Texas, a música é baseada na demo inédita de Alexander, "Inner Child", que foi escrita e executada entre 1995 e 1998.
"Inner Smile" estava inicialmente programado para ser lançado em 25 de dezembro de 2000, mas foi adiado para 8 de janeiro de 2001, quando foi lançado como o segundo single de The Greatest Hits . A canção obteve sucesso e alcançou a sexta posição no UK Singles Chart, alcançou a oitava posição na Espanha e ficou entre as 20 primeiras na Irlanda, Itália e Holanda.